# マウリシオ・カプリーニ・ピント
カプリーニ（Caprini）ことマウリシオ・カプリーニ・ピント（Mauricio Caprini Pinto、1997年11月11日 - ）は、ブラジル・リオグランデ・ド・スル州カシアス・ド・スル出身のプロサッカー選手。Jリーグ・RB大宮アルディージャ所属。ポジションはフォワード（ウイング）。

## クラブ歴
ECジュベントゥージに在籍していた2016年7月31日に行われたカンピオナート・ブラジレイロ・セリエCで選手初出場及び初得点を記録した。その後、アトレチコ・パラナエンセ、ECバイーア双方のBチームに期限付き移籍するが、トップチームでの出場機会はなかった。2020年にはCEベント・ゴンサウヴェスに、同年から翌年にかけてイピランガ-RSに期限付き移籍した。
2021年5月にカンピオナート・ブラジレイロ・セリエB所属のロンドリーナECに完全移籍した。
2022年12月29日にJ1リーグ・横浜FCに完全移籍した。2月18日の開幕節・名古屋グランパスエイト戦でJリーグ初出場を記録した。
2025年1月4日、J2に復帰したRB大宮アルディージャに完全移籍。
第3節熊本戦で移籍後初ゴールを記録。

## Jリーグでの個人成績
| 国内大会個人成績 | 国内大会個人成績 | 国内大会個人成績 | 国内大会個人成績 | 国内大会個人成績 | 国内大会個人成績 | 国内大会個人成績 | 国内大会個人成績 | 国内大会個人成績 | 国内大会個人成績 | 国内大会個人成績 | 国内大会個人成績 |
| 年度             | クラブ           | 背番号           | リーグ           | リーグ戦         | リーグ戦         | リーグ杯         | リーグ杯         | オープン杯       | オープン杯       | 期間通算         | 期間通算         |
| 年度             | クラブ           | 背番号           | リーグ           | 出場             | 得点             | 出場             | 得点             | 出場             | 得点             | 出場             | 得点             |
| 日本             | 日本             | 日本             | 日本             | リーグ戦         | リーグ戦         | リーグ杯         | リーグ杯         | 天皇杯           | 天皇杯           | 期間通算         | 期間通算         |
| ---------------- | ---------------- | ---------------- | ---------------- | ---------------- | ---------------- | ---------------- | ---------------- | ---------------- | ---------------- | ---------------- | ---------------- |
| 2023             | 横浜FC           | 10               | J1               | 22               | 2                | 3                | 1                | 0                | 0                | 25               | 3                |
| 2024             | 横浜FC           | 10               | J2               | 38               | 7                | 1                | 1                | 1                | 0                | 40               | 8                |
| 2025             | 大宮             | 29               | J2               |                  |                  | 2                | 0                | 0                | 0                |                  |                  |
| 通算             | 日本             | 日本             | J1               | 22               | 2                | 3                | 1                | 0                | 0                | 25               | 3                |
| 通算             | 日本             | 日本             | J2               | 38               | 7                | 3                | 1                | 1                | 0                | 42               | 8                |
| 総通算           | 総通算           | 総通算           | 総通算           | 60               | 9                | 6                | 2                | 1                | 0                | 67               | 11               |

出場歴
- Jリーグ初出場 - 2023年2月18日 J1第1節 名古屋グランパス戦 (ニッパツ三ツ沢球技場)
- Jリーグ初得点 - 2023年11月11日 J1第32節 サガン鳥栖戦 (駅前不動産スタジアム)